# Vintgar-szurdok
Koordináták: é. sz. 46° 23′ 25″, k. h. 14° 04′ 59″46.390278°N 14.083056°E

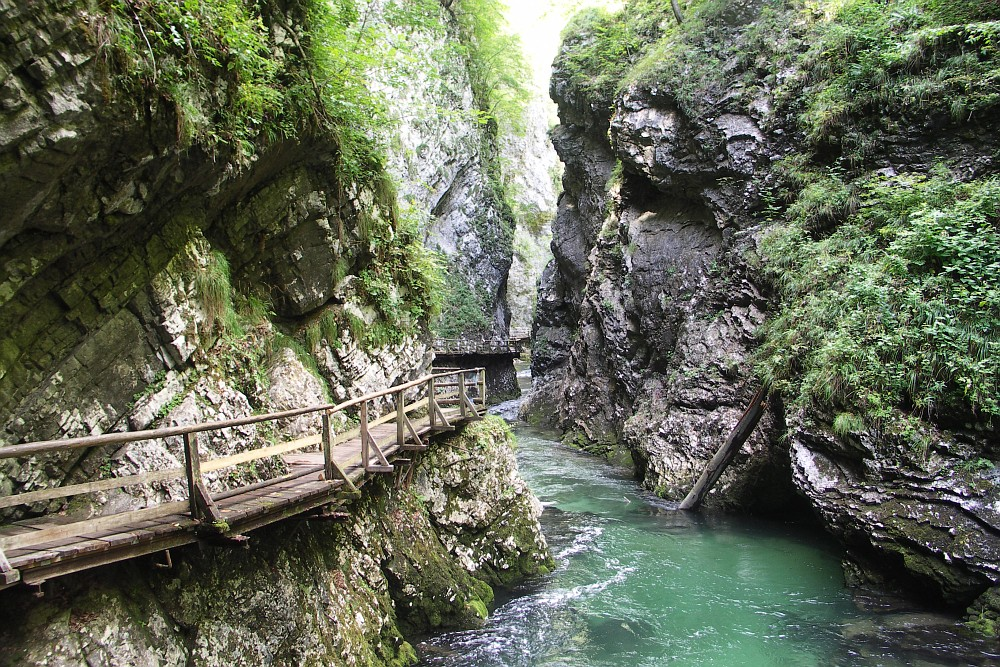
A Vintgar-szurdok a Radovna folyóval

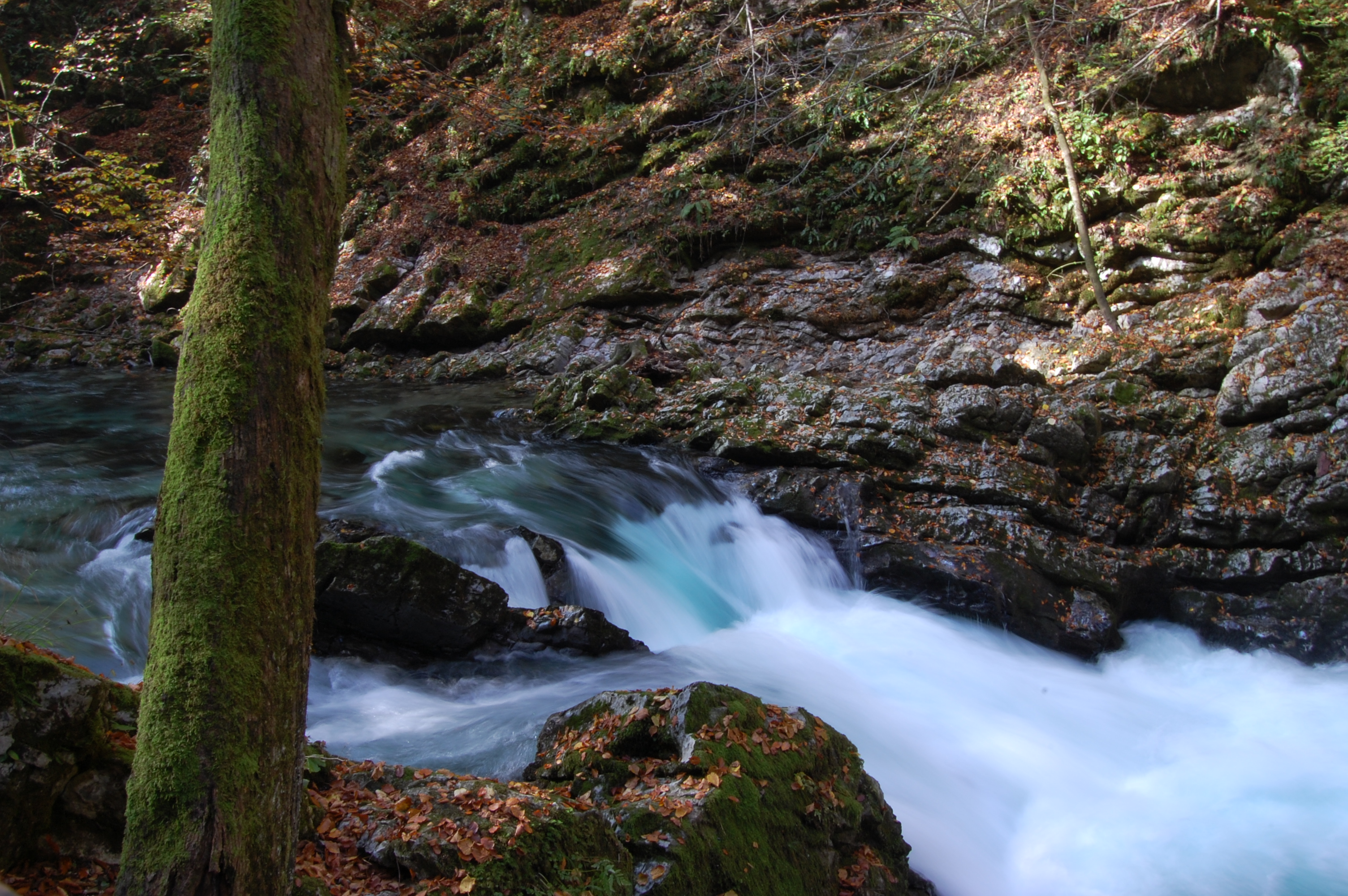
A szurdok egy részlete

A Vintgar-szurdok (szlovénul Blejski Vintgar) Szlovéniában található, Bledtől 6–7 km-re északra. A szurdokot Szlovénia legnépszerűbb természetes jellegzetességei között tartják számon. 1600 méter hosszan folyik rajta keresztül a Radovna folyó, mely a 16 méter magas Šum-vízeséssel hagyja el a szurdokot. Ez Szlovénia legmagasabb folyami zuhataga.

## Története
Jakob Žumer és Gorje Majorja térképészek és Benedikt Lergetporer fényképész fedezték fel a szurdokot 1891 februárjában, egy véletlennek köszönhetően. A Radovna folyó vízszintje egy időben alacsony volt, így kutatásokat indítottak Blejska Dobrava irányába Spodnje Gorjéban. A felfedezés után építési bizottságot alapítottak. 1893. augusztus 26-án nyílt meg első ízben a Vintgar vízesés- és szurdokvölgy a látogatók számára. Több híd és gyalogosútvonal is kialakításra került a szurdokban.